# Yerres (rivière)
Pour les articles homonymes, voir Yerres (homonymie).
Ne pas confondre avec l'Yerre, rivière d'Eure-et-Loir, et l'Yères, fleuve côtier de Seine-Maritime.
L'Yerres (prononcé [ jɛʁ]) est une rivière d'Île-de-France, affluent de la rive droite de la Seine, qui traverse la campagne et quelques villes dont une reprenant son nom située en Essonne.

## Étymologie

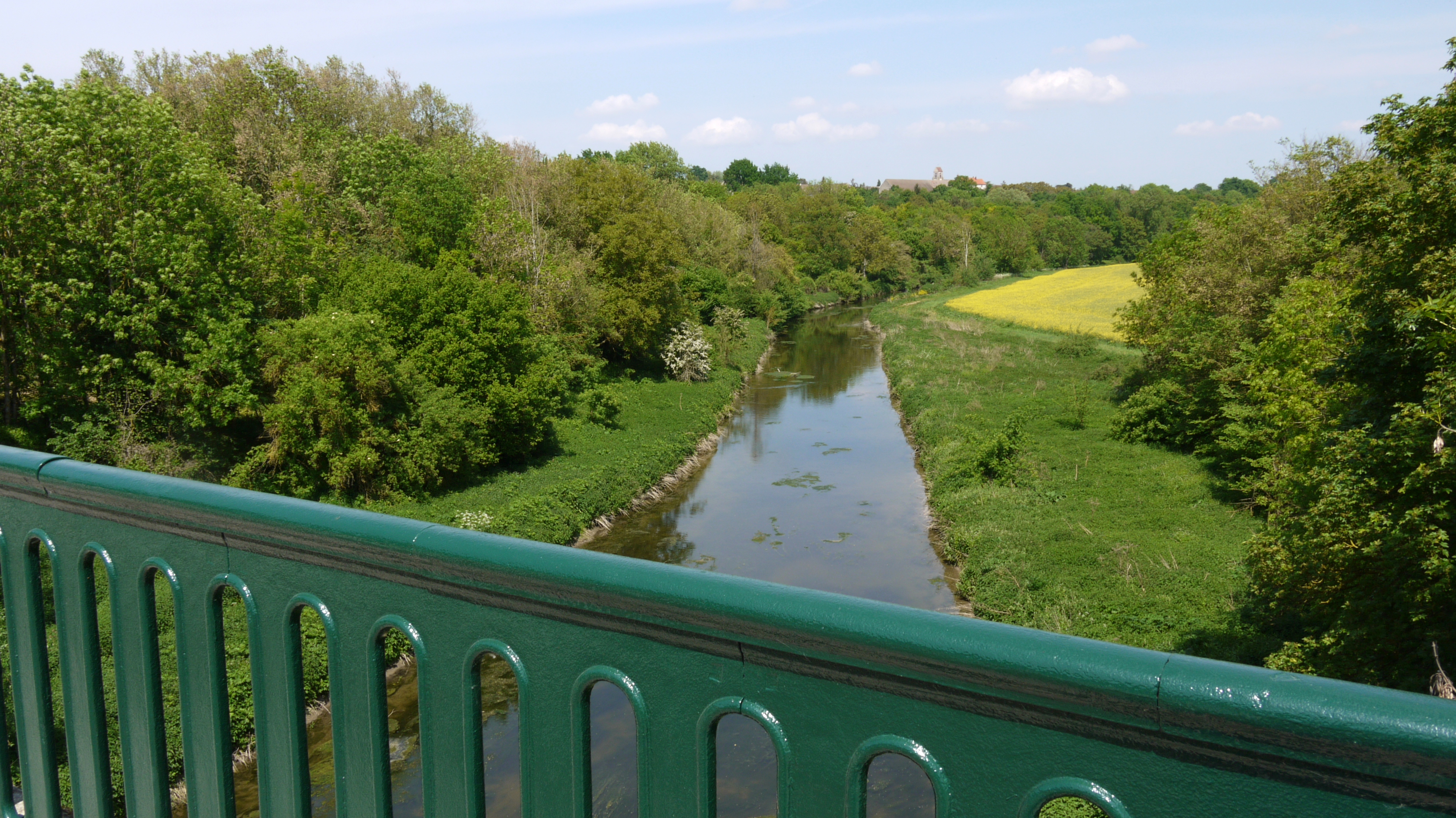
L'Yerres près de Soignolles-en-Brie vue depuis le viaduc de l'ancienne ligne de Vincennes.

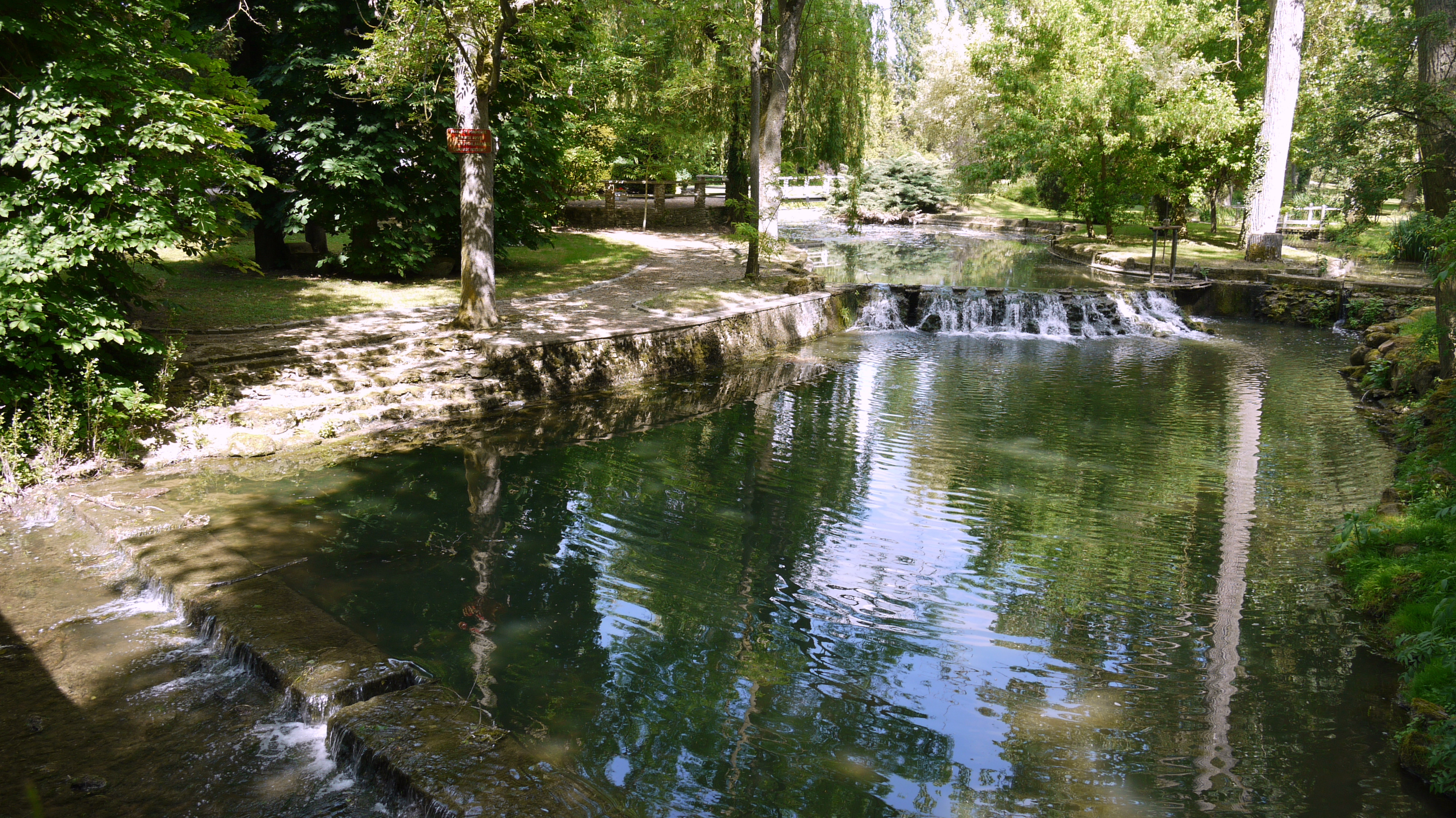
L'Yerres au niveau du moulin de Pompierre dans la commune de Bernay-Vilbert.

L'Yerres (ou Yères) était appelée la rivière d'Erre en 1384, Edera au XVIIe siècle, probablement d'un ancien Atura. Le nom actuel a subi l'influence de l'ancien français yerre 'lierre'. Le -s final n'est pas fondé.

## Géographie
De 98,23 km de longueur, l'Yerres occupe un bassin versant de 1 020 km2, couvrant trois départements : la Seine-et-Marne, l'Essonne et le Val-de-Marne. Il intéresse 121 communes et environ 160 000 habitants. Pour 85 % de sa surface, ce bassin est couvert de cultures et de forêts, essentiellement en Seine-et-Marne. Les zones urbanisées, environ 10 % du total, sont concentrées en aval près du confluent avec la Seine.
L'urbanisation rapide, dans la partie basse de son cours, a maintenant réduit le nombre de prairies inondables refuges de biodiversité, qui régulaient ses crues.
La rivière prend sa source en Seine-et-Marne, au nord du hameau de Courbon, en bordure de la route départementale D 20E, sur la commune de Guérard. La rivière est appelée ru des Tournelles avant de devenir l'Yerres en aval de l'étang de Guerlande. La rivière se jette dans la Seine à Villeneuve-Saint-Georges dans le Val-de-Marne.
L'Yerres est une rivière calme, d'une profondeur variant de 1 à 6 mètres selon les zones argileuses qu'elle traverse. De son parcours sinueux, elle part des marécages situés aux alentours de Courbon non loin de Mortcerf, traversant ensuite la forêt de Crécy en contournant l'étang de Guerlande. Près de Touquin, l'Yerres grossit en « fusionnant » avec le ru de l'étang de Beuvron, qui selon les géographes pourrait être la vraie « Yerres » tant les débits des deux ruisseaux sont proches. La même hypothèse a été émise pour la Visandre. C'est en aval des sources abondantes près de Voinsles que l'Yerres s'élargit pour donner forme à une rivière large et paisible.

## Principaux affluents
De sa source à Courbon, à son embouchure à Villeneuve-Saint-Georges, où elle se jette dans la Seine, son cours fait 97,5 km. L'Yerres reçoit vingt neuf (29) affluents, dont par ordre géographique, d'amont en aval :
- le ru des Marnières 2,7 km
- le ru de l'Étang de Beuvron 10,4 km
- le ru de la Fontaine Saint-Jean 3,2 km
- la Visandre 30,9 km
- le ru de Vulaine 5,5 km
- le ru des Fontaines Blanches 4,9 km
- l'Yvron 30,1 km
- le fossé du Miroir 2,2 km
- le ru de Bréon 22,1 km
- la Marsange 30,4 km
- le ru d'Avon 20,9 km
- le ru de Fontaine 6,4 km
- le ru de Vaulois 1,6 km
- la Barbançonne 12,1 km
- le ru Blanchard 2,6 km
- le ru de Ganisse 2,5 km
- le ru du Cornillot 6,9 km
- la Rigaude 1,1 km
- le Gord 1 km
- le fossé Daniel 3,8 km
- le Réveillon 21,6 km
- le ru d'Oly, qui prend sa source en forêt de Sénart, traverse les communes de Draveil, Montgeron, Vigneux-sur-Seine, et Villeneuve-Saint-Georges pour se jeter dans l'Yerres dans le quartier de Belleplace.

## Communes traversées

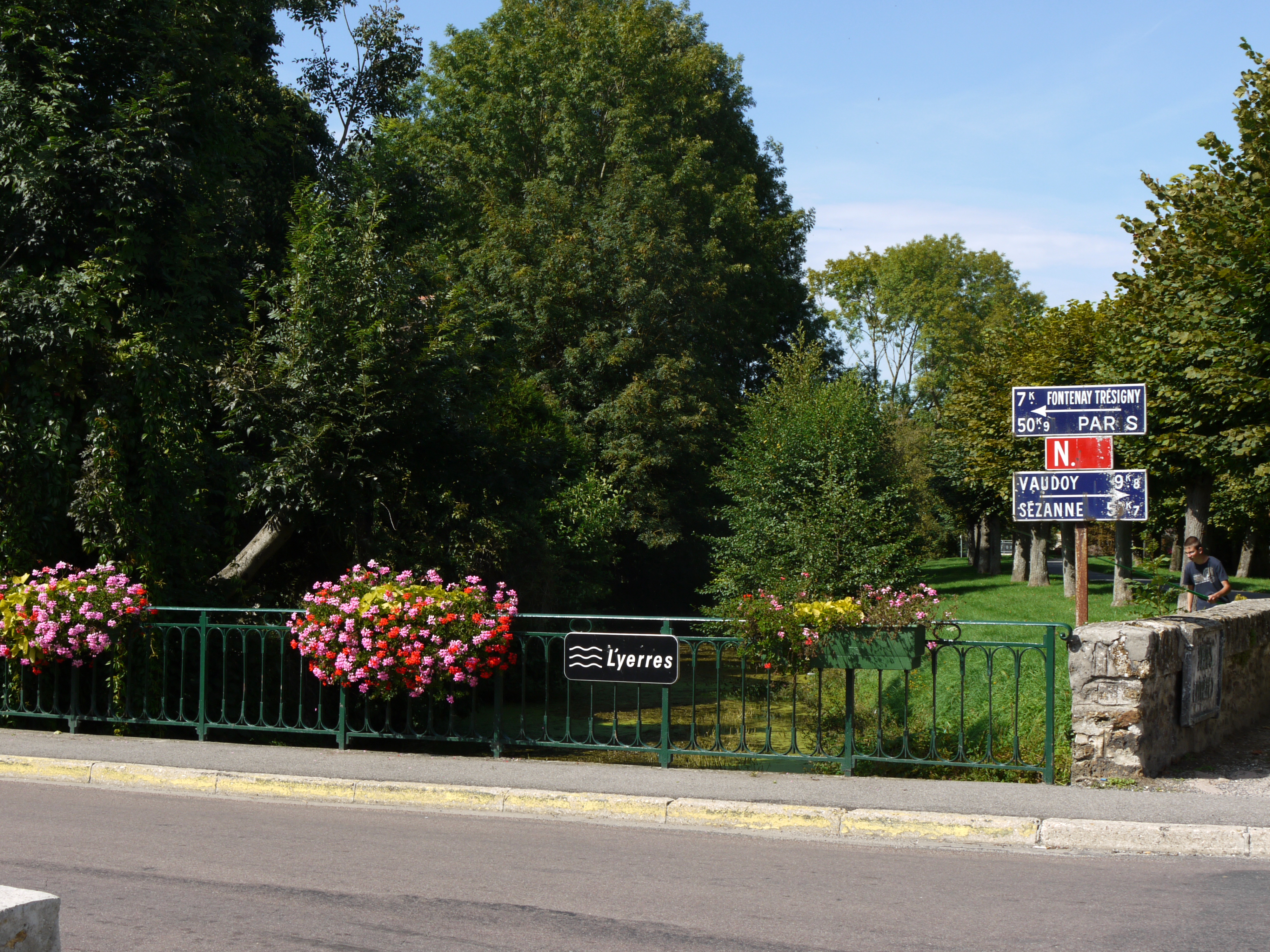
L'Yerres à Rozay-en-Brie.

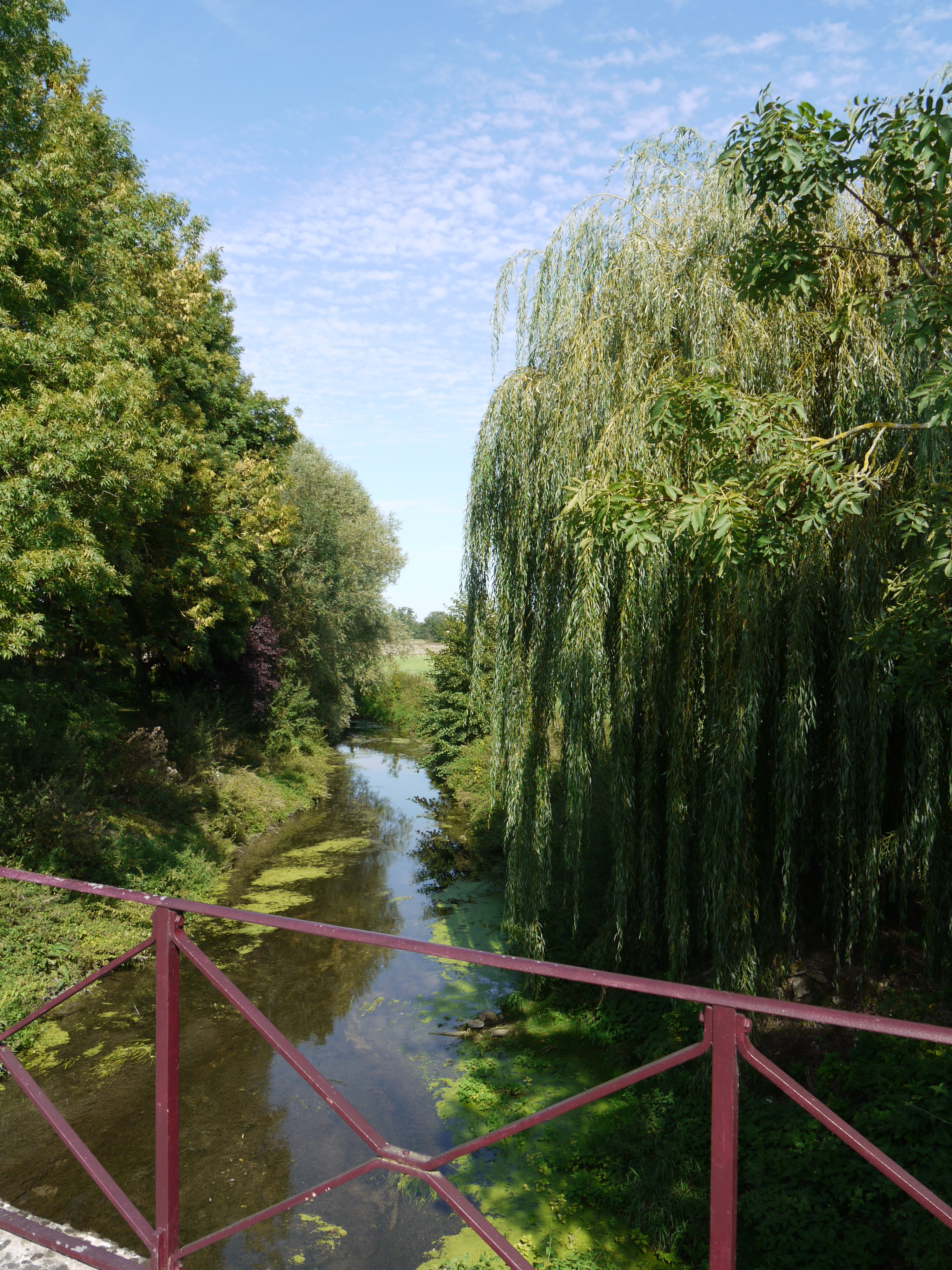
L'Yerres à Bernay-Vilbert (début septembre).

En Seine-et-Marne
Guérard ~ La Celle-sur-Morin ~ Hautefeuille ~ Pézarches ~ Touquin ~ Le Plessis-Feu-Aussoux ~ Voinsles ~ Lumigny-Nesles-Ormeaux ~ Rozay-en-Brie ~ Bernay-Vilbert ~ Courtomer ~ Argentières ~ Chaumes-en-Brie ~ Ozouer-le-Voulgis ~ Yèbles (sur quelques centaines de mètres) ~ Solers ~ Soignolles-en-Brie ~ Grisy-Suisnes ~ Évry-Grégy-sur-Yerres ~ Brie-Comte-Robert ~ Combs-la-Ville
Dans l'Essonne
Varennes-Jarcy ~ Quincy-sous-Sénart ~ Boussy-Saint-Antoine ~ Épinay-sous-Sénart ~ Brunoy ~ Yerres ~ Montgeron ~ Crosne
Dans le Val-de-Marne
Périgny ~ Mandres-les-Roses ~ Villeneuve-Saint-Georges

### Protection de la vallée de l'Yerres et de ses abords
Une partie de la vallée de l'Yerres et ses paysages sont un site classé depuis 1965 au titre de la loi du 2 mai 1930, la plus haute protection de patrimoine naturel.
Les séquences actuellement classées vont de :
- Brie-Comte-Robert à Combs-la-Ville (77) ;
- Varennes-Jarcy (91) à Villeneuve-Saint-Georges (94) par décret paru au journal officiel fin 2006 ;
- Le classement en loi Paysage 1930 initié au début des années 1980 par l'association ECBVY et les amis de Mandres est intervenu en décembre 2006. Ce classement poursuit son cours sur celui de l'Yerres, entre Brie-Comte-Robert et la source de l'Yerres en Seine-et-Marne.

#### Randonnée
La vallée de l'Yerres depuis la gare de Villeneuve-Saint-Georges peut être suivie en empruntant soit le chemin de randonnée de la vallée de l'Yerres qui passe par le Mont Griffon à Yerres, puis la vallée du Réveillon à Villecresnes, puis par les champs de Mandres-les-Roses et de Périgny où il retrouve l'Yerres jusqu'à sa source, soit par la Liaison Verte des bords de l'Yerres et du Réveillon jusqu'à Périgny en suivant la vallée de l'Yerres et en rejoignant le chemin de randonnée de la vallée de l'Yerres.

## Hydrologie
L'Yerres est une rivière très irrégulière, beaucoup plus que sa voisine l'Essonne par exemple. Son débit a été observé sur une période de 41 ans (1967-2007), à Courtomer, localité du département de Seine-et-Marne située malheureusement à assez grande distance de son confluent avec la Seine. Le bassin versant de la rivière y est de 429 km2 sur un total de 1 030 km2 pour l'entièreté du bassin.
Le module de la rivière à Courtomer est de 1,47 m3/s. L'Yerres présente de très importantes fluctuations saisonnières de débit, avec des hautes eaux d'hiver-printemps portant le débit mensuel moyen à un niveau de 2,23 à 3,71 m3/s, de décembre à début avril inclus (avec un maximum en février), et des basses eaux d'été de mai à novembre inclus avec un minimum mensuel moyen de moins de 0,2 m3/s en août et en septembre.

### Étiage ou basses eaux
En période d'étiage, le VCN3 peut chuter jusque 0,003 m3/s, en cas de période quinquennale sèche, soit 3 litres par seconde seulement, ce qui est proportionnellement près de 100 fois moins que le VCN3 de l'Orge par exemple.

### Crues
Les crues sont assez importantes et créent des menaces pour certaines zones de son bassin. Ainsi le débit instantané maximal enregistré à Courtomer a été de 72,8 m3/s le 21 mars 1978, tandis que la valeur journalière maximale était de 62,5 m3/s le même jour. Ces valeurs sont près du triple de celles de l'Essonne, bien que le bassin versant de l'Yerres soit quatre fois moins étendu.
Le QIX 10 est de 40 m3/s, le QIX 20 de 48 m3/s et le QIX 50 de 58 m3/s. Les QIX 2 et QIX 5 valent respectivement 20 et 32 m3/s. D'où il ressort que les crues maximales de mars 1978 étaient bien plus que cinquantennales, certainement au moins centennales et, en tout cas, tout à fait exceptionnelles. Plus récemment, la crue du 10 décembre 2023 qui a atteint 3,07m et le débit 30 m³/s ont eu des impacte sur des zones qui ne sont que très rarement voir encore jamais inondées.

### Lame d'eau et débit spécifique
L'Yerres est une rivière peu abondante, alimentée par des précipitations réduites. La lame d'eau écoulée dans son bassin versant est de 109 millimètres annuellement, une des plus faibles de France, nettement inférieure tant à la moyenne de la totalité du bassin de la Seine (220 millimètres), qu'à la moyenne d'ensemble de la France. Le débit spécifique (ou Qsp) atteint 3,4 litres par seconde et par kilomètre carré de bassin.
Pour apprécier la diversité de comportement des petites rivières de l'Île-de-France, une comparaison entre les données de l'Orge et ses affluents, l'Yvette et la Rémarde, de l'Yerres, de l'Essonne et du Grand Morin paraît utile.
| Nom         | Localité    | Débits (en m3/s) | Débits (en m3/s) | Débits (en m3/s) | Débits (en m3/s) | Débits (en m3/s) | Débits (en m3/s) | Débits (en m3/s) | Débits (en m3/s) | Maxim. enregistré | Lame d'eau (mm) | Surface bassin (km2) |
| Nom         | Localité    | Module           | VCN3 (étiage)    | QIX 2            | QIX 5            | QIX 10           | QIX 20           | QIX 50           | QIX 100          | Maxim. enregistré | Lame d'eau (mm) | Surface bassin (km2) |
| ----------- | ----------- | ---------------- | ---------------- | ---------------- | ---------------- | ---------------- | ---------------- | ---------------- | ---------------- | ----------------- | --------------- | -------------------- |
| Essonne     | Ballancourt | 8,420            | 4,000            | 13               | 17               | 19               | 22               | 25               |                  | 24,7              | 142             | 1 870                |
| Orge        | Morsang     | 3,900            | 1,100            | 23               | 30               | 34               | 38               | 44               |                  | 41,2              | 133             | 922                  |
| Rémarde     | Saint-Cyr   | 0,663            | 0,170            | 5                | 8,5              | 10               | 12               | 15               |                  | 12,5              | 142             | 147                  |
| Yvette      | Villebon    | 1,340            | 0,260            | 9                | 13               | 15               | 17               | 19               |                  | 18,2              | 189             | 224                  |
| Yerres      | Courtomer   | 1,470            | 0,003            | 20               | 24               | 32               | 40               | 48               |                  | 72,8              | 109             | 429                  |
| Grand Morin | Pommeuse    | 5,680            | 1,800            | 54               | 77               | 93               | 110              | 130              |                  | 97,9              | 233             | 770                  |

On peut voir que les régimes de l'Yerres et du Grand Morin se partagent la palme de l'irrégularité et de l'importance des crues, ce qui n'est pas étonnant, étant donné leur proximité au sein du plateau briard. Les deux grandes différences - liées sans doute - sont d'une part que le Grand Morin conserve un solide débit aux étiages, tandis que celui de l'Yerres (à Courtomer) tombe quasi à zéro. D'autre part, la lame d'eau mesurant l'écoulement du Grand Morin vaut plus du double de celui de l'Yerres, dont le bassin apparaît comme particulièrement sec face aux autres petites rivières du sud-est et de l'est de l'Île-de-France. 
L'Essonne est régulier, car son débit d'étiage ne tombe qu'à un peu moins de la moitié du débit moyen, et dont le niveau de crue cinquantennale — le QIX 50 — ne dépasse pas trois fois ce même débit. Quant à l'Orge et ses affluents, ils occupent une position intermédiaire dans ce classement.

## Service de Gestion de l'Yerres

### Genèse
La gestion de l'Yerres est assurée par un syndicat mixte créé en 1990, le SMIRYA (Syndicat mixte interdépartemental de la région de l'Yerres et de ses affluents) formé :
- du Syndicat intercommunal pour l'assainissement de la région de Villeneuve-Saint-Georges (SIARVSG) ;
- et du Syndicat intercommunal pour l’aménagement de la vallée de l'Yerres (SIAVY).

Le SMIRYA a été dissous le 31 décembre 2007, et ses compétences ont été reprises par le SyAGE. Le SyAGE est le Syndicat mixte pour l’Assainissement et la gestion des eaux du bassin versant de l'Yerres. C'est un établissement public français composé de 85 communes et de 21 groupements de communes sur 3 départements. 
L'objectif du Syndicat est de répondre aux réglementations et recommandations européennes et françaises pour atteindre le bon état écologique de l'eau, en gérant la ressource à l'échelle du bassin versant de l’Yerres. Pour cela, il assure trois compétences qui lui ont été déléguées par les communes adhérentes : l'assainissement collectif et non collectif, la gestion des eaux et la mise en œuvre du SAGE.

### L’assainissement collectif et non collectif
Cette compétence comprend la maîtrise des eaux pluviales et de ruissellement (collecte, transport, stockage & dépollution). 
Elle comprend aussi la collecte et le transport des eaux usées vers la station d’épuration de Valenton, depuis le premier plan quinquennal mis en œuvre par le Syndicat, de 1992 à 1996.
Cette compétence comprend aussi le contrôle de la séparativité des eaux des installations privatives. C’est-à-dire que le Syndicat vérifie que les eaux usées et les eaux pluviales empruntent deux réseaux séparés, de façon à éviter tout rejet polluant dans le milieu naturel. 
Enfin, la maintenance et la réhabilitation des ouvrages existants, l’intervention d’urgence sur tout le système d’assainissement 24h/24 et 7j/7, la gestion des rejets industriels ainsi que le Service public d’assainissement non collectif (SPANC) viennent compléter le panel d’actions mises en place pour cette compétence.

### La gestion des eaux
Le 6 janvier 1964, le SIARVSG s'est doté de la compétence de l'aménagement hydraulique de la vallée de l'Yerres et de ses affluents. Cette compétence comprend aussi l'entretien des berges et l'accès au cours d’eau. Et le 27 janvier 1973, par délibération du Comité syndical, le SIARVSG a pris en charge les travaux d’entretien de la rivière, en se substituant au Syndicat de la rivière d'Yerres qui, créé sur les bases de l'ordonnance de Louis-Philippe du 6 mai 1844, fut alors dissous. Enfin, le 17 novembre 1997, le Comité syndical du SyAGE a adopté par voie de délibération le schéma d'aménagement des berges de l'Yerres et du Réveillon, qui a pour but de rendre la rivière plus accessible au grand public en aménageant un coulée verte suivant l’Yerres, dès son entrée dans le territoire jusqu’à sa confluence avec la Seine.
La défense contre les inondations fait aussi partie de cette compétence. C'est pourquoi huit ouvrages régulateurs ont été construits sur tout le linéaire de la rivière à la suite des inondations subies en mars 1978 dans la vallée de l'Yerres. D'autre part, un système d'alerte – le SIRYAC – a été lancé en 2002 par le SyAGE. Il permet de prévenir individuellement par téléphone et en fonction du risque encouru, tout riverain qui demandé à être averti en cas de crue. 
Depuis sa labellisation par l'État le 17 octobre 2012, le SyAGE porte un programme d'Actions de Prévention des Inondations (PAPI) dont l’objectif est de promouvoir une gestion intégrée des risques inondations en vue de réduire leurs conséquences dommageables sur les biens, les activités économiques et l'environnement.
Enfin, la protection et la restauration des sites, des écosystèmes aquatiques et des zones humides fait aussi partie des missions du SyAGE dans le cadre de cette compétence.

### La mise en œuvre du SAGE de l’Yerres
Déclinaison du SDAGE à l’échelle locale afin de prendre en compte les particularités territoriales, le SAGE est le schéma d’Aménagement et de Gestion des Eaux du bassin versant de l’Yerres. Porté par le SIARV et élaboré par la CLE de 2002 à 2011, son objectif principal est l’atteinte du bon état (chimique et écologique) des eaux du bassin versant de l’Yerres.
Le SyAGE (nouveau nom du SIARV) est ainsi chargé de coordonner toutes les études générales, les actions et les projets liés à l’eau sur l’ensemble du bassin versant, dans tous les domaines : rivière et milieux humides, ressource en eau, assainissement et eaux pluviales.

## Qualité des eaux
Au regard des paramètres physico-chimiques relevés par les équipes techniques du Syage durant le mois de janvier 2014, la qualité de l'eau varie de la classe de qualité moyenne à très bonne (critères établis par la directive-cadre sur l'eau).

## L'Yerres dans les arts

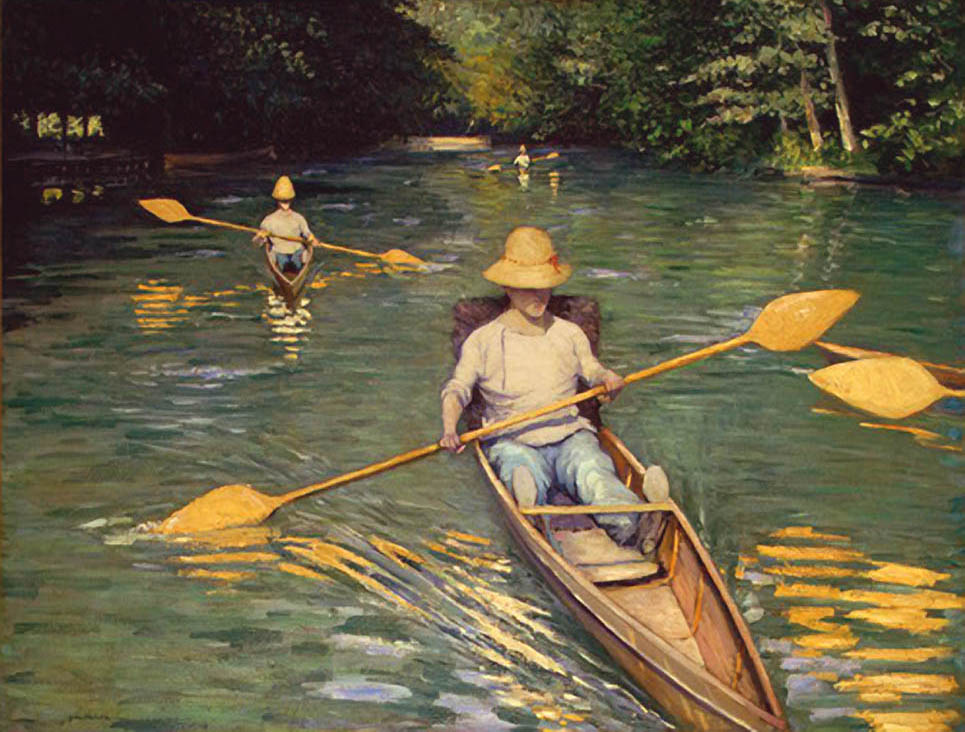
Périssoires sur l'Yerres, Gustave Caillebotte.

La rivière a inspiré de nombreux peintres ayant séjourné à proximité qui lui ont consacré des tableaux : Gustave Caillebotte, dont la propriété de Yerres jouxtait la rivière ; Camille Corot qui, séjournant à Brunoy, peint plusieurs tableaux dessus, Paul Flandrin, séjournant puis vivant à Montgeron ; Claude Monet, qui peint L'Yerres près de Montgeron ou encore Jean Dubuffet qui ne peint pas l'Yerres mais élève l'une de ses plus grandes œuvres, La closerie Falbala, tout près de la rivière, à Périgny-sur-Yerres.